# اپسترلاند
اپسترلاند (به هلندی: Opsterland) یک منطقهٔ مسکونی در هلند است که در فریسلاند واقع شده‌است. اپسترلاند ۳ متر بالاتر از سطح دریا واقع شده‌است.

## خواهرخوانده
شهر بیت ساحور خواهرخواندهٔ اپسترلاند هست.